# Maurice Jarrige
Pour les articles homonymes, voir Jarrige (homonymie).
Maurice Jarrige, né le 6 octobre 1927 à Lherm et mort le 6 mars 2000 à Strasbourg, est un homme politique français.

## Biographie
Il est signataire de l'« appel des 43 » en faveur d'une candidature de Valéry Giscard d'Estaing à l'élection présidentielle de 1974.
Il est également maire de Troisfontaines, en Moselle, de 1965 à 1983.